# Mark William O'Connell
Mark William O'Connell (nacido el 25 de junio de 1964) es un prelado estadounidense nacido en Canadá de la Iglesia católica.  A partir de 2016, es obispo auxiliar de la Arquidiócesis de Boston para la región norte de la arquidiócesis.

## Biografía

### Primeros años
Mark O'Connell nació en Toronto, Ontario el 25 de junio de 1964 hijo de Thomas F. y Margaret M. (Delaney) O'Connell, ambos ciudadanos estadounidenses hijos de inmigrantes irlandeses.  Su padre, Thomas, era bibliotecario en la Universidad de York y más tarde en el Boston College.  La familia regresó a Massachusetts cuando Mark O'Connell tenía 12 años.  Se graduó de Dover-Sherborn High School en Dover, Massachusetts, en 1982.
O'Connell obtuvo un Bachillerato en Artes con una concentración en inglés y filosofía en el Boston College en 1986 y estudió para el sacerdocio en el Seminario de Saint John en Boston.

### Sacerdocio
O'Connell fue ordenado sacerdote por el Cardenal Bernard Law para la Arquidiócesis de Boston el 16 de junio de 1990.  Después de su ordenación, O'Connell sirvió en parroquias en Woburn y Danvers y como capellán universitario en Salem State College, todo en Massachusetts.
O'Connell realizó estudios de derecho canónico a partir de 1997 en el Ateneo Pontificio de la Santa Cruz en Roma, completando su licenciatura en 1999 y su doctorado en 2002.  La disertación de O'Connell se tituló La movilidad de los clérigos seculares y la incardinación.  Después de regresar a Boston, se unió al personal de asuntos canónicos de la arquidiócesis en 2001 y fue nombrado vicario judicial en 2007.
De 2009 a 2012, O'Connell se desempeñó como consultor principal de la Canon Law Society of America.  También ha sido miembro de la facultad del Seminario de San Juan y del Seminario Nacional Papa San Juan XXIII.  De 2011 a 2014, O'Connell fue coanfitrión del programa de radio diario The Good Catholic Life, transmitido por la estación de radio WQOM en Boston.

### Obispo auxiliar de Boston
El 3 de junio de 2016, el Papa Francisco nombró a O'Connell obispo auxiliar de la Arquidiócesis de Boston y obispo titular de Gigthi en Tripolitana. Fue consagrado el 24 de agosto de 2016 en la Catedral de la Santa Cruz de Boston por el cardenal Seán O'Malley.  O'Connell también se desempeña como párroco de la Parroquia de St. Theresa en North Reading, Massachusetts .